# Jan Šindel
Jan (Ondřejův) Šindel, deutsch Johann Andreae Schindel, Johannes Andrä von Königgrätz oder Johannes von Prag, lateinisch Ioannes Andreae de Praga (* etwa 1375 in Hradec Králové, deutsch Königgrätz; † 1456 in Prag, nach anderen Quellen 1443 oder 1449), war ein tschechischer Mathematiker, Astronom und Arzt.

## Leben
Šindel begann im Wintersemester 1395 an der Prager Universität das Studium der Artes, welches er 1399 mit der Prüfung zum Meister der Freien Künste (Magister artium) abschloss. Anschließend studierte er Medizin, vermutlich ebenfalls in Prag. 1406 war er in Prag Rektor der Pfarrschule von St. Niklas, danach lehrte er in Wien Mathematik und Astronomie. 1409 kehrte Šindel als Professor an die Prager Universität zurück und wurde Leibarzt König Wenzels IV. Im Folgejahr wurde er Rektor der Universität. Als Professor unterrichtete er in Prag Medizin und Astronomie. Inzwischen erhielt er auch einige kirchliche Würden, unter anderem wurde er Domherr des Veitsdoms und Dekan des Kapitels auf Vyšehrad. Die bewegende Zeit der Hussiten interessierte ihn jedoch wenig. Einige seiner Arbeiten schrieb er in Olmütz, bevor er wieder nach Prag zurückkehrte.

## Werke
Der Humanist und spätere Papst Pius II. zählte Šindel zu den großen Gelehrten seiner Zeit. Große Aufmerksamkeit weckte er mit seinen Vorträgen über den Almagest von Ptolemäus. Er schrieb einige Abhandlungen im Bereich der Astronomie und Medizin, die jedoch nicht erhalten sind. Von ihm verfasste Sterntafeln benutzte noch Tycho Brahe gegen Ende des 16. Jahrhunderts. Šindel war aber auch Rechtsgelehrter sowohl im weltlichen wie im Kirchenrecht. Seine ebenfalls verlorenen Schriften benutzten Martin Lupáč und Daniel Adam z Veleslavína als Grundlage für ihre Arbeiten.
Eine Arbeit, an der er wesentlich beteiligt war, ist jedoch noch heute in Betrieb: Es ist die astronomische Uhr (Orloj) auf dem Prager Altstädter Ring. Šindel führte die für den Bau 1410 notwendigen Berechnungen aus und entwarf das Aussehen der Uhr.
Siehe auch: Liste der Rektoren der Karls-Universität.